# Synodites genalis
Synodites genalis là một loài tò vò trong họ Ichneumonidae.